# A Phoenix Coyotes játékosainak listája
Ez a lista azokat a játékosokat tartalmazza, akik legalább egy mérkőzésen pályára léptek a National Hockey League-ben szereplő Phoenix Coyotes csapatában. A lista nem tartalmazza a jogelőd csapatok játékosait

Tartalomjegyzék: 
| Ábécé szerinti tartalomjegyzék                      |
| --------------------------------------------------- |
| A B C D E F G H I J K L M N O P Q R S T U V W X Y Z |

## A
- Ramzi Abid,
- Greg Adams,
- Kevyn Adams,
- David Aebischer,
- Mika Alatalo,
- Tony Amonte,
- Adrian Aucoin

## B
- Keith Ballard,
- Frank Banham,
- Murray Baron,
- Brendan Bell,
- Drake Berehowsky,
- Szergej Berezin,
- Goran Bezina,
- Éric Bélanger,
- Zac Bierk,
- Paul Bissonnette,
- Mikkel Boedker,
- Alexandre Bolduc,
- Sébastien Bordeleau,
- Joel Bouchard,
- Brian Boucher,
- Tyler Bouck,
- Pável Brendl,
- Danny Brière,
- Ilja Brizgalov,
- Gilbert Brule,
- Kelly Buchberger,
- Sean Burke,

## C
- Ryan Caldwell,
- Daniel Carcillo,
- Keith Carney,
- Kyle Chipchura,
- Jeff Christian,
- Éric Chouinard,
- Daniel Cleary,
- Matt Climie,
- Mike Comrie,
- Bob Corkum,
- David Cullen,
- Jim Cummins,

## D
- Kevin Dahl,
- Jean-Jacques Daigneault,
- Nigel Dawes
- Louie DeBrusk,
- Patrick DesRochers,
- Boyd Devereaux,
- Gerald Diduck,
- Shane Doan,
- Jason Doig,
- Dallas Drake,
- Parris Duffus,
- Joe Dziedzic,

## E
- Dallas Eakins,
- Mike Eastwood,
- Andrew Ebbett,
- Oliver Ekman-Larsson,
- Robert Esche,
- Bob Essensa,

## F
- Todd Fedoruk,
- Brad Ference,
- Vernon Fiddler,
- Jeff Finley,
- Patrick Fischer,
- Dan Focht,

## G
- Sean Gagnon,
- Steve Gainey,
- Mike Gartner,
- Denis Gauthier,
- Todd Gill,
- Steven Goertzen,
- Boyd Gordon,
- Chris Gratton,
- Josh Gratton,
- Travis Green,
- Martin Grenier,

## H
- Nyikolaj Habibulin,
- David Hale
- Michal Handzuš,
- Martin Hanzal,
- Tavis Hansen,
- Bryan Helmer,
- Shaun Heshka,
- Jeff Hoggan,
- Benoit Hogue,
- Ryan Hollweg,
- Darcy Hordichuk,
- Marcel Hossa,
- Jan Hrdina,
- Mike Hudson,
- Brett Hull,
- Cale Hulse,
- Jamie Huscroft,

## I
- Brad Isbister,

## J
- Pat Jablonski,
- Craig Janney,
- Mark Janssens,
- Jason Jaspers,
- Brent Johnson,
- Chad Johnson,
- Jim Johnson,
- Mike Johnson,
- Olli Jokinen,
- Jean-François Jomphe,
- Matt Jones,
- Chris Joseph,
- Curtis Joseph,
- Ed Jovanovski,
- Joé Juneau,

## K
- Dmitrij Kalinyin
- Niko Kapanen,
- Chad Kilger,
- Kris King,
- Ken Klee,
- Rostislav Klesla,
- Krystofer Kolanos,
- Igor Koroljev,
- Lauri Korpikoski
- Oleg Kvasha,

## L
- Jason LaBarbera
- Robert Lang
- Daymond Langkow,
- Scott Langkow,
- Georges Laraque,
- Steve Leach,
- Mike Leclerc,
- Yanick Lehoux,
- Claude Lemieux,
- Jocelyn Lemieux,
- David LeNeveu,
- Sami Lepisto
- Trevor Letowski,
- Scott Levins,
- Joakim Lindström,
- Enver Lisin,
- Matthew Lombardi
- Jyrki Lumme,
- Jamie Lundmark,

## M
- Norm Maciver,
- Brett MacLean,
- Dave Manson,
- Paul Mara,
- Danny Markov,
- Brad May,
- Brad McCrimmon,
- Curtis McElhinney,
- Brian McGrattan,
- Jim McKenzie,
- Freddy Meyer,
- Zbyněk Michálek,
- Andy Miele,
- Al Montoya,
- Jayson More,
- Derek Morris,
- Peter Mueller,
- Matt Murley,
- Garth Murray,
- Rob Murray,

## N
- Ladislav Nagy,
- Tyson Nash,
- Andrej Nazarov,
- Stanislav Neckář,
- Petteri Nokelainen,
- Petr Nedvěd,
- Owen Nolan,
- Brian Noonan,
- Ivan Novoszelcev,
- Teppo Numminen,
- Alekszandr Nyikulin

## O
- Sean O'Donnell,
- Lyle Odelein,
- David Oliver,
- Patrick O'Sullivan,

## P
- Denis Pederson,
- Scott Pellerin,
- Jean-Marc Pelletier,
- Joel Perrault,
- Yanic Perreault,
- Michel Petit,
- Kevin Porter,
- Marc-Antoine Pouliot,
- Petr Prucha,
- Brandon Prust,
- Taylor Pyatt,

## Q
- Deron Quint,

## R
- Branko Radivojevič,
- Brad Ralph,
- Paul Ranheim,
- Robert Reichel,
- Steven Reinprecht,
- Todd Reirden,
- Mikael Renberg,
- Pascal Rheaume,
- Mike Ricci,
- Jamie Rivers,
- Travis Roche,
- Jeremy Roenick,
- Cliff Ronning,
- Michal Rozsíval,
- David Rundblad,
- Michael Rupp,

## S
- Kirill Szafronov,
- Geoff Sanderson,
- Oleg Szaprikin,
- Kurt Sauer,
- Philippe Sauvé,
- Brian Savage,
- Kevin Sawyer,
- Dave Scatchard,
- David Schlemko,
- Dennis Seidenberg,
- Darrin Shannon,
- Mihail Stalenkov,
- Mike Sillinger,
- Jason Simon,
- Todd Simpson,
- Fredrik Sjöström,
- John Slaney,
- Mike Smith,
- Wyatt Smith,
- Mathieu Schneider,
- Matthew Spiller,
- Garrett Stafford,
- Mike Stapleton,
- Lee Stempniak,
- Michael Stone,
- Mike Stutzel,
- Radoslav Suchý,
- Mike Sullivan,
- Chris Summers,

## T
- Jeff Taffe,
- Dave Tanabe,
- Mikael Tellqvist,
- Bill Thomas,
- Brent Thompson,
- Viktor Tyihonov
- Brad Tiley,
- Mathias Tjarnqvist,
- Keith Tkachuk,
- Rick Tocchet,
- Josh Tordjman,
- Raffi Torres,
- Jean-Guy Trudel,
- Kyle Turris,
- Oleg Tverdovszkij,

## U
- Scottie Upshall

## V
- Ossi Vaananen,
- James Vandermeer,
- Pete Vandermeer,
- Andrej Vasziljev,
- Antoine Vermette,
- Radim Vrbata,

## W
- Jimmy Waite,
- Darcy Wakaluk,
- Todd Warriner,
- Matt Watkins,
- Craig Weller,
- Erik Westrum,
- Ray Whitney,
- Landon Wilson,
- Daniel Winnik,
- Wojtek Wolski,

## Y
- Keith Yandle,
- Juha Ylonen,
- Nolan Yonkman,
- Mike York,

## Z
- Michael Zigomanis,